# Adolf Lootens
Adolf-Richard Lootens (Brugge, 11 augustus 1835 - Highgate (Londen), 1 juni 1902) was een Belgisch volkskundige, die lange tijd in het Verenigd Koninkrijk woonde.

## Levensloop
Lootens trouwde op 19 januari 1886 met Martha Stoneman in de katholieke St Joseph's Church in Holloway.
In 1868 publiceerde Lootens Oude kindervertelsels in den Brugschen tongval. Spraakkundige aanmerkingen over het Brugsche taaleigen werden daarbij verzorgd door "M.E.F.", die te identificeren valt als Eusèbe Feys. Samen zouden ze in 1879 nog Chants populaires flamands avec les airs notés et poésies populaires diverses recueillis à Bruges uitgeven.
De Oude kindervertelsels werden in 1939 opnieuw uitgegeven. Toen bleek dat Prutske's vertelboek van Stijn Streuvels uit 1935 het werk van Lootens haast volledig plagieert. Hier werd de nodige ruchtbaarheid aan gegeven, maar tot een rechtszaak kwam het niet. Het boek van Streuvels won vooral aan bekendheid en werd daardoor in 1939 nog herdrukt. Tot in 1955 zouden nog zes uitgaven van Prutske's vertelboek volgen.